# Кегевін 123
Кегевін 123 (англ. Kehewin 123) — індіанська резервація в Канаді, у провінції Альберта, у межах муніципального району Боннівіль № 87.

## Населення
За даними перепису 2016 року, індіанська резервація нараховувала 976 осіб, показавши скорочення на 8,4%, порівняно з 2011-м роком. Середня густина населення становила 12,2 осіб/км².
З офіційних мов обидвома одночасно володіли 10 жителів, тільки англійською — 960, тільки французькою — 5. Усього 235 осіб вважали рідною мовою не одну з офіційних, з них усі — одну з корінних мов.
Працездатне населення становило 52% усього населення, рівень безробіття — 34,8%.
Середній дохід на особу становив $24 149 (медіана $17 472), при цьому для чоловіків — $23 602, а для жінок $24 741 (медіани — $15 616 та $18 800 відповідно).
18,1% мешканців мали закінчену шкільну освіту, не мали закінченої шкільної освіти — 57,5%, 25,2% мали післяшкільну освіту, з яких 12,5% мали диплом бакалавра, або вищий.
| Статево-вікова структура населення | Статево-вікова структура населення | Статево-вікова структура населення | Статево-вікова структура населення | Статево-вікова структура населення |
| ---------------------------------- | ---------------------------------- | ---------------------------------- | ---------------------------------- | ---------------------------------- |
|                                    |                                    |                                    |                                    |                                    |
| Всього                             | Всього                             | 52,8%47,2%                         |                                    |                                    |
| 0 — 14 років                       | 0 — 14 років                       |                                    | 35,1%                              | 35,1%                              |
| 15 — 64 років                      | 15 — 64 років                      |                                    | 59,8%                              | 59,8%                              |
| 65 і більше                        | 65 і більше                        |                                    | 5,2%                               | 5,2%                               |
| 85 і більше                        | 85 і більше                        |                                    | 0,5%                               | 0,5%                               |
| Середній вік (років)               | Середній вік (років)               | 28,129,1                           | 28,6                               | 28,6                               |
| Медіана (років)                    | Медіана (років)                    | 23,425,1                           | 24,1                               | 24,1                               |
| — чоловіки — жінки                 |                                    |                                    |                                    |                                    |

| Походження мешканців:     | Походження мешканців:     | Походження мешканців: | Походження мешканців: | Походження мешканців: |
| ------------------------- | ------------------------- | --------------------- | --------------------- | --------------------- |
| Походження                |                           |                       | осіб                  | %                     |
| Корінні американці        | Корінні американці        |                       | 965                   | 99.48%                |
| Інше північноамериканське | Інше північноамериканське |                       | 0                     | 0%                    |
| Європейське               | Європейське               |                       | 175                   | 18.04%                |
| британське                | британське                |                       | 75                    | 7.73%                 |
| французьке                | французьке                |                       | 95                    | 9.79%                 |
| українське                | українське                |                       | 10                    | 1.03%                 |

## Клімат
Середня річна температура становить 1,6°C, середня максимальна – 21,4°C, а середня мінімальна – -23°C. Середня річна кількість опадів – 421 мм.
| Клімат поселення                              | Клімат поселення | Клімат поселення | Клімат поселення | Клімат поселення | Клімат поселення | Клімат поселення | Клімат поселення | Клімат поселення | Клімат поселення | Клімат поселення | Клімат поселення | Клімат поселення | Клімат поселення |
| Показник                                      | Січ.             | Лют.             | Бер.             | Квіт.            | Трав.            | Черв.            | Лип.             | Серп.            | Вер.             | Жовт.            | Лист.            | Груд.            |                  |
| Середній максимум, °C                         | −9,54            | −5,6             | 0,48             | 10,31            | 16,88            | 21,12            | 21,44            | 20,48            | 14,89            | 8,91             | −1,44            | −9,61            |                  |
| Середня температура, °C                       | −16,27           | −12,34           | −6,27            | 3,58             | 10,14            | 14,37            | 16,54            | 15,63            | 10,00            | 4,02             | −6,31            | −14,49           |                  |
| Середній мінімум, °C                          | −23,01           | −19,07           | −13,01           | −3,18            | 3,39             | 7,65             | 11,68            | 10,75            | 5,13             | −0,83            | −11,18           | −19,37           |                  |
| Норма опадів, мм                              | 19               | 13               | 18               | 25               | 43               | 68               | 80               | 62               | 39               | 16               | 19               | 19               |                  |
| Середньомісячна швидкість вітру, м/с          | 3.70             | 3.80             | 3.90             | 4.10             | 4.00             | 3.70             | 3.40             | 3.30             | 3.60             | 3.90             | 3.90             | 3.80             |                  |
| Середньомісячна сонячна радіація, кДж/м²·день | 3323             | 6821             | 12251            | 17440            | 20986            | 22322            | 22098            | 18311            | 12295            | 7239             | 3625             | 2372             |                  |
| --------------------------------------------- | ---------------- | ---------------- | ---------------- | ---------------- | ---------------- | ---------------- | ---------------- | ---------------- | ---------------- | ---------------- | ---------------- | ---------------- | ---------------- |
| Джерело:                                      |                  |                  |                  |                  |                  |                  |                  |                  |                  |                  |                  |                  |                  |